# Metzgeria alba
Metzgeria alba is een slakkensoort uit de familie van de Ptychatractidae. De wetenschappelijke naam van de soort is voor het eerst geldig gepubliceerd in 1873 door Jeffreys in Wyville-Thomson.